# Helsetskarvet
Helsetskarvet ist eine größtenteils vereiste Gebirgsregion in der Heimefrontfjella des ostantarktischen Königin-Maud-Lands. Sie erstreckt sich zwischen der Hasselknippenova und dem Johnsonufsa.
Wissenschaftler des Norwegischen Polarinstituts benannten das Gebiet 1987 nach dem norwegischen Offizier Olaf Helset (1892–1960), einem Anführer des militärischen Widerstands gegen die deutsche Besatzung Norwegens im Zweiten Weltkrieg.